# Castello di Basilicanova
Il castello di Basilicanova era un maniero medievale, che sorgeva sul luogo della seicentesca Villa Giovanardi a Basilicanova, frazione di Montechiarugolo in provincia di Parma.

## Storia
Il castello originario fu innalzato forse nel XIII secolo per volere della famiglia Piticheldi, che ne risultava proprietaria nel 1269.
Nel 1334 i Rossi si impossessarono della rocca e vi deportarono i prigionieri dell'attacco contro il borgo di Traversetolo e il castello di Guardasone; in risposta Mastino II della Scala attaccò il maniero e lo diede alle fiamme, distruggendo anche la vicina pieve risalente al X secolo. L'anno seguente i Rossi fecero ricostruire il forte, ma nel 1336 le truppe scaligere, guidate da Simone da Correggio, lo attaccarono nuovamente, costringendo i castellani alla resa.
Nel 1411 i fratelli Giacomo e Pietro de' Rossi, col favore del marchese di Ferrara Niccolò III d'Este, nuovo Signore di Parma, ricostruirono a Basilicanova un possente castello, con mastio, torrioni alle estremità e mura coronate da merlature. Nel 1420 Guido Torelli si ribellò al marchese e, rinsaldando l'alleanza col duca Filippo Maria Visconti, lo costrinse con numerosi saccheggi a borghi del Parmense a rinunciare a Parma, che tornò al milanese. Nel 1424 Pietro de' Rossi ottenne dal duca di Milano la restituzione dei feudi di Carona, di Tiorre, di Castrignano, di Motta di Basilicanova e dell'annessa Mamiano. Nel 1470 l'investitura fu confermata a Pier Maria II de' Rossi da parte del duca Galeazzo Maria Sforza.
Nel 1482, durante la guerra dei Rossi, il condottiero Sforza Secondo Sforza attaccò la rocca di Basilicanova, ma il castellano Pietro Ugorossi tradendo i Rossi si accordò col milanese e aprì le porte alle sue truppe, poco prima dell'arrivo dei rinforzi rossiani. Alcuni mesi dopo, in seguito alla morte di Pier Maria II de' Rossi, il figlio Giacomo assaltò di sorpresa il castello e se ne rimpossessò; l'anno seguente Ludovico il Moro contrattaccò e dopo sette giorni di assedio costrinse alla resa i Rossi; il duca assegnò per riconoscenza a Gian Giacomo Trivulzio la rocca di Basilicanova e inizialmente anche il vicino castello di Pariano, che nel 1495 affidò al condottiero Gaspare Sanseverino.
Nel 1504 Giangiacomo Trivulzio alienò col consenso del re di Francia Luigi XII il maniero di Basilicanova al marchese di San Secondo Troilo I de' Rossi; alla morte di quest'ultimo, nel 1521 la rocca passò al figlio Pier Maria III e alla moglie Bianca Riario, sorellastra da parte di madre di Giovanni dalle Bande Nere; il cugino Filippo Maria, conte di Corniglio, rivendicando la mancata eredità paterna causata dalla guerra del 1482, nel 1522 assaltò di sorpresa il maniero espugnandolo facilmente; Pier Maria, con l'aiuto dello zio Giovanni, contrattaccò dopo pochi giorni e rientrò in possesso della rocca e del vicino castello dei Bravi di Pariano, per destinarli al fratello Giulio Cesare.
Nel 1539 Giulio Cesare rapì Maddalena Sanseverino, primogenita del conte Roberto ed ereditiera del feudo di Colorno, e la sposò; il papa Paolo III, nella sua qualità di sovrano di Parma, che dal 1521 dipendeva stabilmente dallo Stato della Chiesa, condannò il Rossi alla confisca delle sue terre parmensi e fece radere al suolo la rocca di Basilicanova. Nel 1545 il pontefice insignì dei feudi di Basilicanova e dell'attigua Pariano il nipote Sforza I Sforza di Santa Fiora.
Sulle rovine del castello fu eretta tra il XVI e il XVII secolo una villa.
Nel 1707 le terre furono ereditate con gli altri beni della famiglia Sforza di Santa Fiora dal duca di Onano Federico III Sforza, che dal 1673 aveva aggiunto al proprio il cognome della moglie Livia Cesarini. Gli Sforza Cesarini ne mantennero l'investitura fino all'abolizione dei diritti feudali sancita da Napoleone nel ducato di Parma e Piacenza nel 1805.
Nel 1832, alla morte del duca Salvatore Sforza Cesarini, la villa, unitamente a tutti gli altri suoi beni, fu sequestrata dallo Stato per decisione di Maria Luigia. Dopo la scomparsa della Duchessa di Parma nel 1847, il duca Lorenzo Sforza Cesarini intentò una causa per il recupero delle proprietà della sua famiglia, che si protrasse fino al 20 marzo 1861; sulla base della transazione finale, la tenuta fu restituita a Lorenzo, che dopo alcuni anni la rivendette a tal Salvoni. Quest'ultimo verso la fine del XIX secolo fu costretto per motivi economici a vendere la proprietà; l'acquirente fu Ferdinando Giovanardi, affittuario da generazioni dei terreni circostanti, il quale si stabilì nella residenza con la sua famiglia. Alla sua morte, gli subentrò il figlio Bruno, che trasmise la tenuta ai suoi discendenti.
I basamenti dei torrioni dell'antico castello rimasero visibili fino agli inizi del XX secolo, dopodiché se ne persero anche le ultime tracce; parte delle fondamenta della rocca è invece conservata nella struttura muraria della villa, la cui sala da pranzo è collocata sul luogo del mastio.